# Dywin (gmina)
Dywin – dawna gmina wiejska istniejąca do 1939 roku w woj. poleskim (obecnie na Białorusi). Siedzibą władz gminy był Dywin, który początkowo stanowił odrębną gminę miejską.
W okresie międzywojennym gmina Dywin należała do powiatu kobryńskiego w woj. poleskim. 18 kwietnia 1928 roku do gminy przyłączono części zniesionej gminy Błoty.
Po wojnie obszar gminy Dywin wszedł w struktury administracyjne Związku Radzieckiego.